# Treblinka (Skulptur)

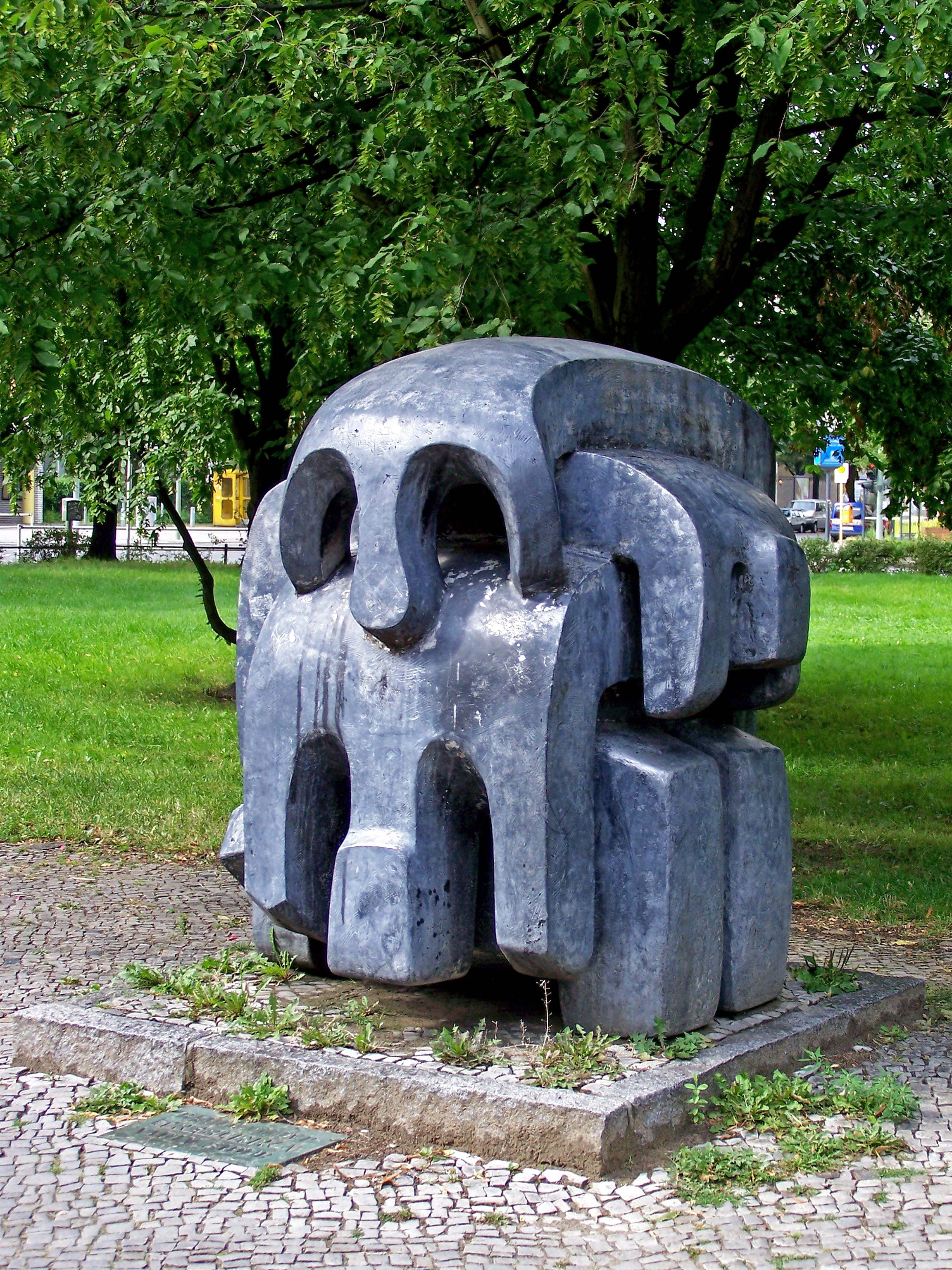
Treblinka, 2007

Treblinka ist der Titel einer Bronzeguss-Plastik von Wadim Sidur am Amtsgerichtsplatz in Berlin-Charlottenburg. Das Objekt wurde als Mahnmal für die Opfer des östlich von Warschau gelegenen Vernichtungslagers Treblinka geschaffen.

## Beschreibung
Das Objekt zeigt vier übereinander liegende menschliche Körper als abstrakte figürliche Darstellungen. Die Körper sind jeweils kreuzförmig aufgeschichtet. Die zuunterst liegende Figur soll eine noch lebende Frau darstellen, die sich gegen die sie fast erdrückenden Toten über ihr aufbäumt.

## Geschichte
Die 1966 erschaffene Skulptur wurde 1979 am Amtsgerichtsplatz aufgestellt.
1985 beschloss die Bezirksverordnetenversammlung von Charlottenburg, eine zusätzliche Inschrift anbringen zu lassen, um die Skulptur gegenüber Passanten besser zu erklären. Die anlässlich des Todes Wadim Sidurs 1986 ins Pflaster eingelassene Bronzeplatte enthält den Schriftzug „Treblinka“ und den Namen des Künstlers in kyrillischer und lateinischer Schrift.
Eine weitere Tafel auf der zum Platz gewandten Seite erklärt die Verbindung zum Vernichtungslager Treblinka zusammen mit einem Zitat von Richard von Weizsäcker, welches dieser in seiner Rede zum 40. Jahrestag der Beendigung des Krieges in Europa und der nationalsozialistischen Gewaltherrschaft hielt.

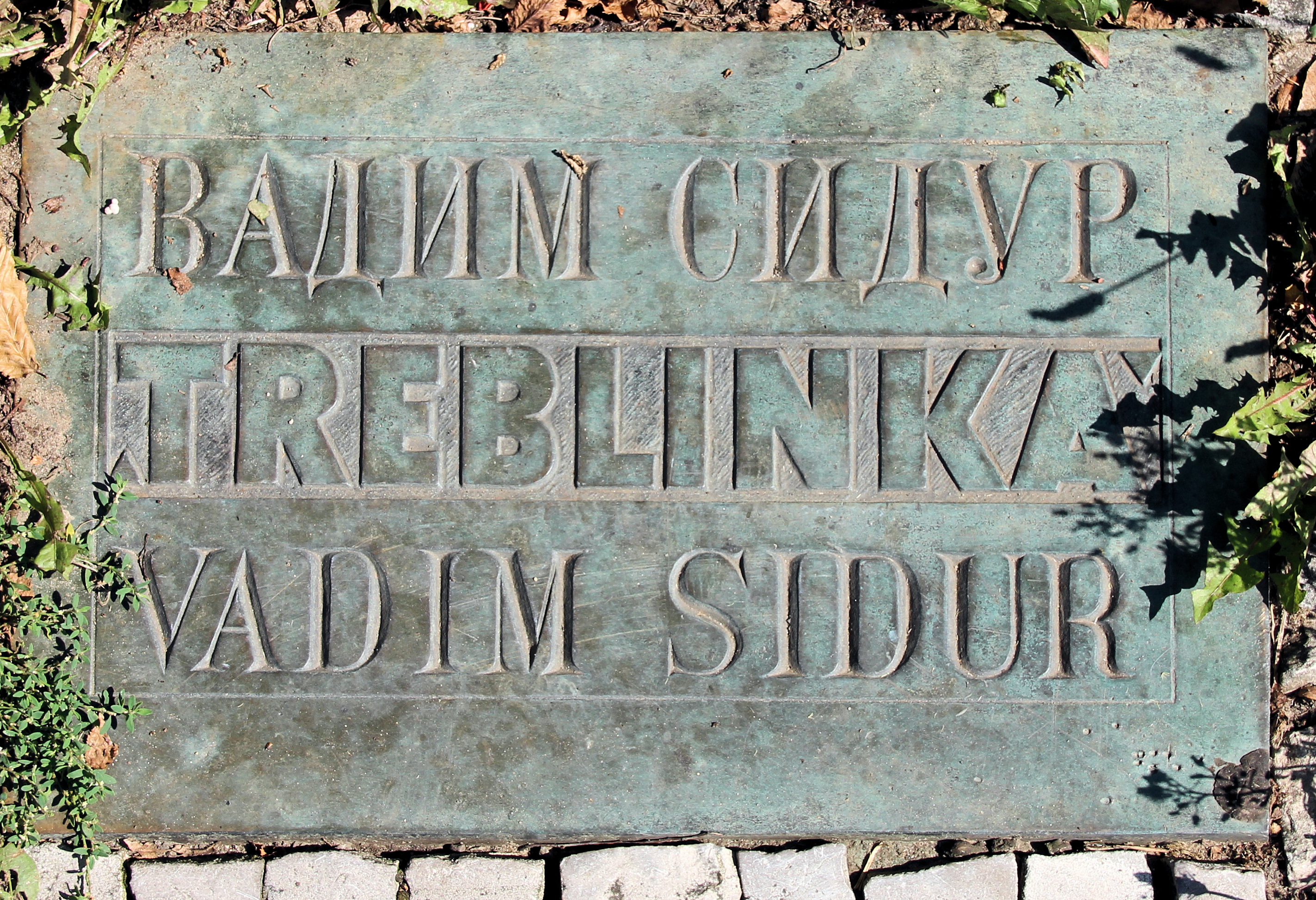
Platte mit Titel und Namen des Künstlers
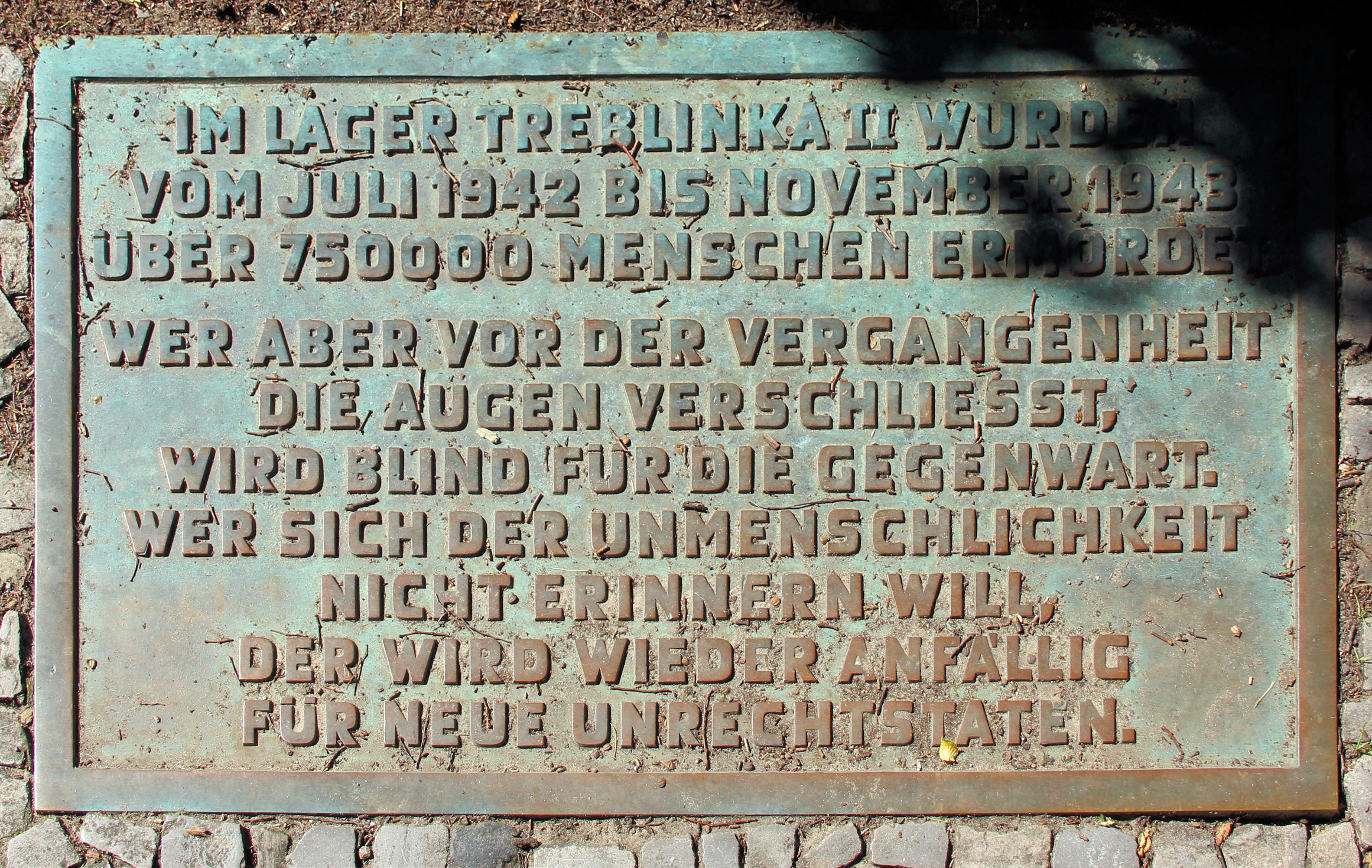
Platte mit Zitat Richard von Weizsäckers